# Boguchwała Bramińska
Boguchwała Bramińska (ur. 25 listopada 1922 w Starogardzie Gdańskim, zm. 3 października 2019 w Gdyni) – polska malarka, uczestniczka odbudowy historycznego Śródmieścia Gdańska.

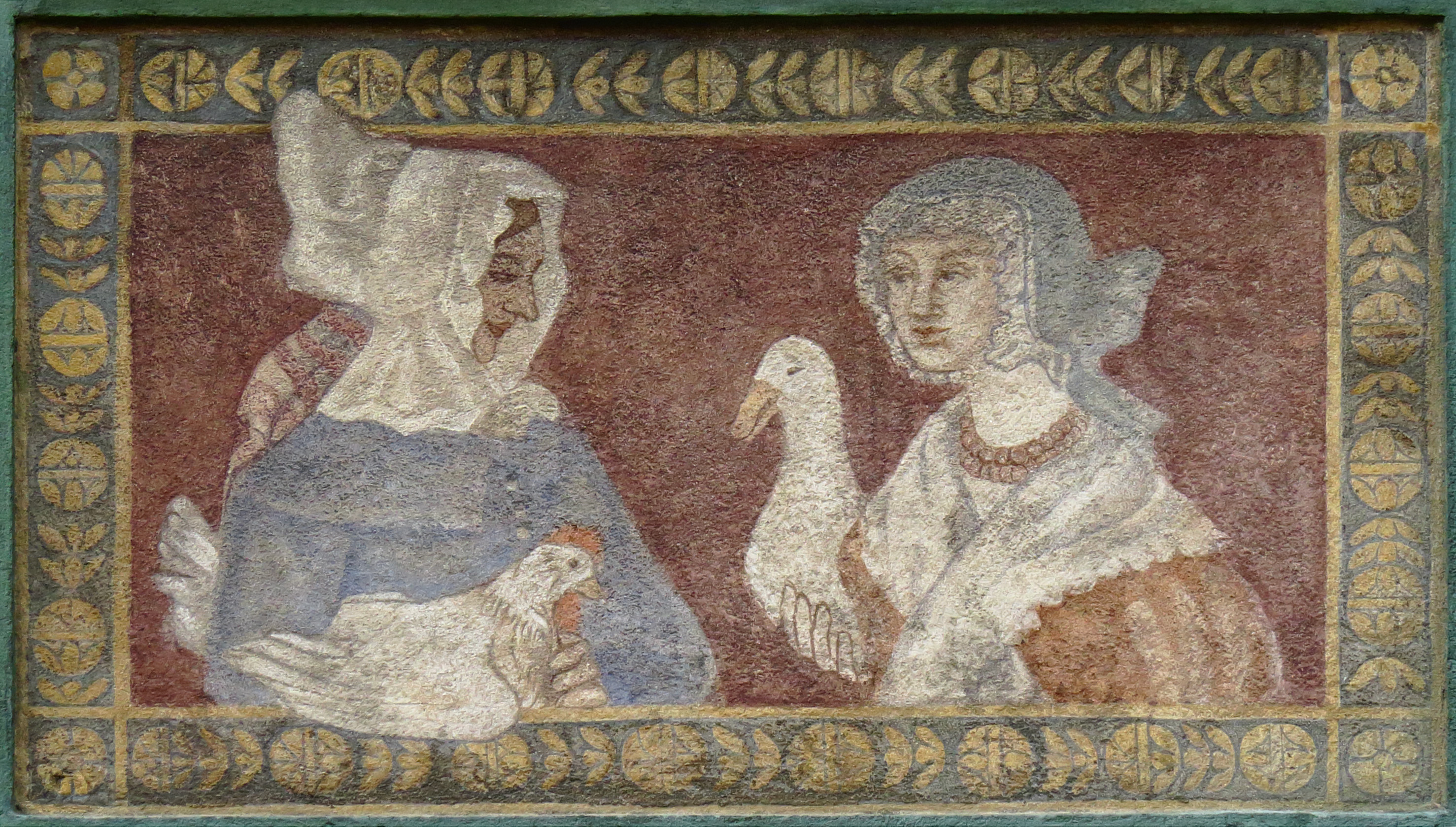
Fresk przy ul. Długiej 1 w Gdańsku, autorzy: Bogusława Bramińska i Jan Rzyszczak

## Życiorys
Córka Tadeusza Bramińskiego. Absolwentka Państwowej Szkoły Sztuk Plastycznych w Sopocie w pracowni profesora Juliusza Studnickiego (1952), dyplom uzyskała w 1960 roku.
W latach 1953–1954 pracowała w zespołach profesorów Stanisława Teisseyre i Józefy Wnukowej przy ozdabianiu dekoracjami plastycznymi zrekonstruowanych fasad kamienic przy Drodze Królewskiej (ulice Długi Targ, Długa i Targ Węglowy), a także przy odnawianiu gdańskich kościołów. Odrestaurowywała m.in. fasadę budynku przy ul. Długiej 1, gdzie pod kierunkiem Józefy Wnukowej pracował z nią Jan Rzyszczak.
W latach 1953–1971 była wykładowczynią na Wydziale Architektury Politechniki Gdańskiej (Katedra Malarstwa, Rysunku i Rzeźby, w której pracowała jako asystentka prof. Adama Gerżabka i prof. Władysława Lama). Uczyła także w Liceum Sztuk Plastycznych i Ognisku Plastycznym dla dzieci na ul. Fredry w Gdyni w latach 1972–1978.
Brała udział w wielu wystawach ogólnopolskich i okręgowych, takich jak: I Wystawa Malarstwa Młodych w Sopocie (1957), Ogólnopolska Wystawa Malarstwa w Zakopanem (1959), II Ogólnopolska Wystawa Malarstwa Współczesnego w Szczecinie (1964), Ogólnopolska Wystawa Malarstwa, Grafiki i Rysunku „Bielska Wiosna” (1966) czy Szkoła Sopocka – między sztuką a polityką (2015). Ponadto zorganizowane zostały dwie wystawy indywidualne jej prac – w Gdańsku i Puławach.
Należała do Związku Polskich Artystów Plastyków. Poza malarstwem sztalugowym, tworzyła także rysunki i monotypie.